# إنجر كاثرين جاكوبسن
إنجر كاثرين جاكوبسن (بالإنجليزية: Inger Kathrine Jacobsen)‏ هي قابلة نيوزيلندية، ولدت في 5 سبتمبر 1867، وتوفيت في 22 أكتوبر 1939.